# Paralympische Zomerspelen 2024
De Paralympische Zomerspelen 2024, XVIIe Paralympische Zomerspelen of Paralympische Spelen Parijs 2024 zijn van 28 augustus tot en met 8 september 2024 gehouden in de Franse hoofdstad Parijs. Het was de eerste maal met Parijs als gaststad van de Paralympische Zomerspelen. Het waren de tweede Paralympische Spelen in Frankrijk, na de Paralympische Winterspelen 1992 die werden gehouden in Tignes en Albertville.

## Toewijzing
De Paralympische Zomerspelen 2024 werden samen met de Olympische Zomerspelen 2024 toegewezen aan Parijs op 13 september 2017, tijdens de 131ste bijeenkomst van het Internationaal Olympisch Comité in Lima, de hoofdstad van Peru. De steden Hamburg, Rome en Boedapest waren ook kandidaat tot de terugtrekking van hun kandidaturen, respectievelijk op 29 november 2015, 11 oktober 2016 en 22 februari 2017.  De stad Los Angeles was bereid zijn kandidatuur voor 2024 terug te trekken gegeven de gelijktijdige aanduiding van Los Angeles voor de Paralympische Spelen van 2028, in overeenstemming met de overeenkomst die op 31 juli 2017 werd bereikt tussen Parijs, Los Angeles en het IOC.

## Sporten
De volgende tweeëntwintig sporten komen aan bod op de Paralympische Zomerspelen van 2024:
- Atletiek
- Badminton
- Basketbal
- Boccia
- Blindenvoetbal
- Boogschieten

- Bankdrukken
- Goalball
- Judo
- Kanovaren
- Paardensport
- Roeien
- Rugby
- Schermen
- Schietsport
- Taekwondo
- Tafeltennis
- Tennis
- Triatlon
- Volleybal
- Wielersport
  -  Wielersport (weg)
  -  Wielersport (baan)
- Zwemmen

## Wijzigingen in het sportief programma
Op de Paralympische Zomerspelen van 2024 te Parijs zullen dezelfde competities die in 2021 in Tokio werden georganiseerd, doorgang vinden. De Commissie moest het aantal atleten rond de 4350 houden en ervoor zorgen dat eventuele veranderingen kostenneutraal waren. Met deze leidende principes was de uitbreiding van de Spelen naar 23 sporten geen haalbare optie.

## Programma
Het programma van de Paralympische Zomerspelen werd in februari 2023 bekend gemaakt.
Alle data en tijden zijn aangegeven in Midden-Europese Zomertijd (UTC+2)
| OC | Openingsceremonie | ● | Wedstrijden | 1 | Finales | SC | Sluitingsceremonie |

| Augustus-september 2024 | Augustus-september 2024 | Augustus | Augustus | Augustus | Augustus | September | September | September | September | September | September | September | September | Finales |
| Augustus-september 2024 | Augustus-september 2024 | 28 wo    | 29 do    | 30 vr    | 31 za    | 1 zo      | 2 ma      | 3 di      | 4 wo      | 5 do      | 6 vr      | 7 za      | 8 zo      | Finales |
| ----------------------- | ----------------------- | -------- | -------- | -------- | -------- | --------- | --------- | --------- | --------- | --------- | --------- | --------- | --------- | ------- |
| Ceremonies              | Ceremonies              | OC       |          |          |          |           |           |           |           |           |           |           | SC        |         |
| Atletiek                | Atletiek                |          |          | 14       | 18       | 19        | 13        | 24        | 15        | 19        | 16        | 22        | 4         | 164     |
| Badminton               | Badminton               |          | ●        | ●        | ●        | 2         | 14        |           |           |           |           |           |           | 16      |
| Bankdrukken             | Bankdrukken             |          |          |          |          |           |           |           | 4         | 4         | 4         | 4         | 4         | 20      |
| Basketbal               | Basketbal               |          | ●        | ●        | ●        | ●         | ●         | ●         | ●         | ●         | ●         | 1         | 1         | 2       |
| Boccia                  | Boccia                  |          | ●        | ●        | ●        | 2         | 6         | ●         | ●         | 3         |           |           |           | 11      |
| Boogschieten            | Boogschieten            |          | ●        | ●        | 2        | 2         | 2         | 1         | 1         | 1         |           |           |           | 9       |
| Goalball                | Goalball                |          | ●        | ●        | ●        | ●         | ●         | ●         | ●         | 2         |           |           |           | 2       |
| Judo                    | Judo                    |          |          |          |          |           |           |           |           | 5         | 5         | 6         |           | 16      |
| Kanovaren               | Kanovaren               |          |          |          |          |           |           |           |           |           | ●         | 5         | 5         | 10      |
| Paardensport            | Paardensport            |          |          |          |          |           |           | 3         | 2         |           | 1         | 5         |           | 11      |
| Roeien                  | Roeien                  |          |          | ●        | ●        | 5         |           |           |           |           |           |           |           | 5       |
| Rugby                   | Rugby                   |          | ●        | ●        | ●        | ●         | ●         | 1         |           |           |           |           |           | 1       |
| Schermen                | Schermen                |          |          |          |          |           |           | 4         | 4         | 2         | 4         | 2         |           | 16      |
| Schietsport             | Schietsport             |          |          | 3        | 2        | 2         | 1         | 2         | 2         | 1         |           |           |           | 13      |
| Taekwondo               | Taekwondo               |          | 3        | 4        | 3        |           |           |           |           |           |           |           |           | 10      |
| Tafeltennis             | Tafeltennis             |          | ●        | 2        | 5        | 3         | ●         | 1         | 3         | 5         | 5         | 7         |           | 31      |
| Tennis                  | Tennis                  |          |          | ●        | ●        | ●         | ●         | ●         | 1         | 2         | 2         | 1         |           | 6       |
| Triatlon                | Triatlon                |          |          |          |          | 7         | 4         |           |           |           |           |           |           | 11      |
| Voetbal                 | Voetbal                 |          |          |          |          | ●         | ●         | ●         |           | ●         |           | 1         |           | 1       |
| Volleybal               | Volleybal               |          | ●        | ●        | ●        | ●         | ●         | ●         | ●         | ●         | 1         | 1         |           | 2       |
| Wielersport (baan)      | Wielersport (baan)      |          | 4        | 5        | 4        | 4         |           |           |           |           |           |           |           | 17      |
| Wielersport (weg)       | Wielersport (weg)       |          |          |          |          |           |           |           | 19        | 6         | 4         | 5         |           | 34      |
| Zwemmen                 | Zwemmen                 |          | 15       | 14       | 15       | 14        | 13        | 15        | 12        | 13        | 15        | 15        |           | 141     |
| Finales                 | Finales                 | 0        | 22       | 42       | 49       | 60        | 53        | 51        | 63        | 63        | 57        | 75        | 14        | 549     |
| Cumulatief              | Cumulatief              | 0        | 22       | 64       | 113      | 173       | 226       | 277       | 340       | 403       | 460       | 535       | 549       | 549     |
| Augustus-september 2024 | Augustus-september 2024 | Augustus | Augustus | Augustus | Augustus | September | September | September | September | September | September | September | September | Finales |
| Augustus-september 2024 | Augustus-september 2024 | 28 wo    | 29 do    | 30 vr    | 31 za    | 1 zo      | 2 ma      | 3 di      | 4 wo      | 5 do      | 6 vr      | 7 za      | 8 zo      | Finales |

## Ceremonies
Openingsceremonie
De openingsceremonie speelde zich af langs de Avenue des Champs-Élysées en op de Place de la Concorde. Het spektakel, met de naam "Paradox" werd georganiseerd door Thomas Jolly, die ook verantwoordelijk was voor de artistieke leiding van de Olympische ceremonie. De scenografie en choreografie werd geleid door Alexander Ekman.
Op de Place de la Concorde waren reeds voor de sportcompetities (o.a. skateboard, breakdance, BMX en 3x3 basketbal) tijdens de Olympische Zomerspelen tijdelijke tribunes geïnstalleerd. Dit bood 35.000 betaalde zitplaatsen voor de openingsceremonie. naast 30.000 zitplaatsen gratis toegankelijk langs de Avenue des Champs-Élysées. 
De ceremonie bracht een boodschap van inclusie en integratie die in verschillende kunstvormen tastbaar werd gemaakt, met muziek van onder meer Héloïse Adélaïde Letissier van Christine and the Queens die een eigen versie bracht van "Non, je ne regrette rien" gekend van Édith Piaf. 
Paralympiërs Nantenin Keïta, Alexis Hanquinquant, Charles-Antoine Kouakou, Élodie Lorandi en Fabien Lamirault staken met de Olympische Vlam het vuur aan onder de van de Olympische Spelen al gekende gasballon in de Jardin des Tuileries.

## Accommodaties
De accommodaties die volgens het lastenboek van de organisatoren voorzien zijn, zijn voor een groot deel reeds bestaande locaties, hetgeen de gaststad moet toelaten de kostprijs van de organisatie te drukken.
| Accommodatie                                   | Gemeente                                   | Status                         | Functie                                            |
| ---------------------------------------------- | ------------------------------------------ | ------------------------------ | -------------------------------------------------- |
| Place de la Concorde Avenue des Champs-Élysées | Parijs                                     | bestaand                       | Openingsceremonie                                  |
| Stade de France                                | Saint-Denis                                | bestaand                       | Sluitingsceremonie, Atletiek, Wielrennen op de weg |
| Village olympique de Saint-Denis               | Saint-Denis, Saint-Ouen, L'Île-Saint-Denis | nieuw gebouwd                  | Paralympisch dorp                                  |
| Champ-de-Mars                                  | Parijs                                     | bestaand (tijdelijke tribunes) | Voetballen vijf tegen vijf                         |
| Grand Palais                                   | Parijs                                     | bestaand (tijdelijke tribunes) | schermen, taekwondo                                |
| Grand Palais éphémère                          | Parijs                                     | bestaand (tijdelijk)           | rugby, judo                                        |
| Esplanade des Invalides                        | Parijs                                     | bestaand (tijdelijke tribunes) | Boogschieten                                       |
| Bercy Arena                                    | Parijs                                     | bestaand                       | Basketbal                                          |
| Arena Porte de la Chapelle                     | Parijs                                     | nieuw                          | Badminton, bankdrukken                             |
| Paris Expo Porte de Versailles                 | Parijs                                     | bestaand                       | Boccia, tafeltennis                                |
| Stade Roland-Garros                            | Parijs                                     | bestaand                       | Tennis                                             |
| Paris La Défense Arena                         | Nanterre                                   | bestaand                       | Zwemmen                                            |
| Tuinen van Versailles                          | Versailles                                 | bestaand (tijdelijke tribunes) | Paardensport                                       |
| Stade Pierre-de-Coubertin                      | Parijs                                     | bestaand                       | Goalball                                           |
| Vélodrome national                             | Montigny-le-Bretonneux                     | bestaand                       | Baanwielrennen                                     |
| Île de loisirs de Vaires-Torcy                 | Vaires-sur-Marne, Chelles en Torcy         | bestaand                       | Kanovaren, roeien                                  |
| Centre National de Tir Sportif                 | Déols (bij Châteauroux)                    | bestaand                       | Schietsport                                        |